# Campeonato Mundial de Atletismo de 2005 - Revezamento 4x100 m feminino
A competição dos 4x100 metros feminino no Campeonato Mundial de Atletismo de 2005 foi realizada no Estádio Olímpico, em Helsinque, na Finlândia, nos dias 13 e 14 de agosto de 2005.

## Recordes
Antes desta competição, os recordes mundiais e do campeonato nesta prova eram os seguintes:
| Tipo                  | Atleta            | Tempo | Local    | Data                 |
| --------------------- | ----------------- | ----- | -------- | -------------------- |
|                       | Alemanha Oriental | 41.37 | Canberra | 6 de outubro de 1985 |
| Recorde do campeonato | Estados Unidos    | 41.47 | Atenas   | 9 de agosto de 1997  |

## Medalhistas
| Ouro                                                                         | Prata                                                                           | Bronze                                                                                    |
| Estados Unidos · Angela Daigle · Muna Lee · Me'Lisa Barber · Lauryn Williams | Jamaica · Daniele Browning · Sherone Simpson · Aleen Bailey · Veronica Campbell | Bielorrússia · Yulia Nesterenko · Natalya Sologub · Alena Nevmerzhitskaya · Oksana Dragun |

## Calendário
Todos os horários estão no horário local (UTC+2)
| Data         | Horário | Fase          |
| ------------ | ------- | ------------- |
| 12 de agosto | 21:05   | Eliminatórias |
| 13 de agosto | 20:40   | Final         |

## Resultados

### Eliminatórias
Qualificação: Os 2 primeiros de cada bateria (Q) e os 2 melhores tempos (q) avançam para as finais.
Bateria 1
| Pos. | Nacionalidade  | Atletas                                                                   | Tempo | Notas                |
| ---- | -------------- | ------------------------------------------------------------------------- | ----- | -------------------- |
| 1    | Estados Unidos | Angela Daigle Muna Lee Me'Lisa Barber Lauryn Williams                     | 42.16 | Q,                   |
| 2    | Nigéria        | Gloria Kemasuode Endurance Ojokolo Oludamola Osayomi Mercy Nku            | 43.53 | Q                    |
| 3    | Suécia         | Emma Rienas Carolina Klüft Jenny Kallur Susanna Kallur                    | 43.67 | Recorde nacional     |
| 4    | Grã-Bretanha   | Emily Freeman Emma Ania Laura Turner Katherine Endacott                   | 43.83 | Recorde da temporada |
|      | Bahamas        | Tamicka Clarke Chandra Sturrup Savatheda Fynes Philippa Arnett-Willie     |       | DNF                  |
|      | Países Baixos  | Pascal van Assendelft Jacqueline Poelman Annemarie Kramer Judith Baarssen |       | DSQ                  |

Bateria 2
| Pos. | Nacionalidade | Atletas                                                                                       | Tempo | Notas |
| ---- | ------------- | --------------------------------------------------------------------------------------------- | ----- | ----- |
| 1    | França        | Patricia Buval Lina Jacques-Sébastien Fabé Dia Christine Arron                                | 42.86 | Q,    |
| 2    | Jamaica       | Danielle Browning Sherone Simpson Beverly McDonald Aleen Bailey                               | 42.97 | Q,    |
| 3    | Colômbia      | Melisa Murillo Felipa Palacios Darlenys Obregón Norma González                                | 4303  | q,    |
| 4    | Brasil        | Raquel Martins da Costa Lucimar Aparecida de Moura Thatiana Regina Ignácio Luciana dos Santos | 43.22 | q,    |
| 5    | Itália        | Elena Sordelli Vincenza Calì Manuela Grillo Maria Aurora Salvagno                             | 44.3  |       |
|      | Finlândia     | Ilona Ranta Katja Salivaara Sari Keskitalo Heidi Hannula                                      |       | DNF   |

Bateria 3
| Pos. | Nacionalidade | Atletas                                                                           | Tempo | Notas                |
| ---- | ------------- | --------------------------------------------------------------------------------- | ----- | -------------------- |
| 1    | Bielorrússia  | Yulia Nesterenko Natalya Sologub Alena Nevmerzhitskaya Oksana Dragun              | 42.80 | Q,                   |
| 2    | Polónia       | Iwona Dorobisz Daria Onyśko Dorota Dydo Iwona Brzezińska                          | 43.37 | Q,                   |
| 3    | Bélgica       | Katleen de Caluwe Nancy Callaerts Élodie Ouédraogo Kim Gevaert                    | 43.40 | Recorde da temporada |
| 4    | Ucrânia       | Iryna Kozhemyakina Iryna Shepetyuk Iryna Shtanhyeyeva Olena Pastushenko-Sinyavina | 43.62 | Recorde da temporada |
| 5    | Japão         | Tomoko Ishida Ayumi Suzuki Yuka Satō Sakie Nobuoka                                |       | Recorde da temporada |
|      | Rússia        | Yekaterina Kondratyeva Yuliya Gushchina Irina Khabarova Larisa Kruglova           |       | DNF                  |

### Final
A final ocorreu dia 13 de agosto às 20:40.
| Pos.              | Nacionalidade  | Atletas                                                                                       | Tempo | Notas                |
| ----------------- | -------------- | --------------------------------------------------------------------------------------------- | ----- | -------------------- |
| Medalha de ouro   | Estados Unidos | Angela Daigle Muna Lee Me'Lisa Barber Lauryn Williams                                         | 41.78 | Melhor marca do ano  |
| Medalha de prata  | Jamaica        | Danielle Browning Sherone Simpson Aleen Bailey Veronica Campbell                              | 41.99 | Recorde da temporada |
| Medalha de bronze | Bielorrússia   | Yulia Nesterenko Natalya Sologub Alena Nevmerzhitskaya Oksana Dragu                           | 42.56 | Recorde nacional     |
| 4                 | França         | Patricia Buval Lina Jacques-Sébastien Fabé Dia Christine Arron                                | 42.85 | Recorde da temporada |
| 5                 | Brasil         | Raquel Martins da Costa Lucimar Aparecida de Moura Thatiana Regina Ignácio Luciana dos Santos | 42.99 | Recorde da temporada |
| 6                 | Colômbia       | Melisa Murillo Felipa Palacios Darlenys Obregón Norma González                                | 43.07 |                      |
| 7                 | Nigéria        | Gloria Kemasuode Endurance Ojokolo Oludamola Osayomi Mercy Nku                                | 43.25 | Recorde da temporada |
| 8                 | Polónia        | Iwona Dorobisz Daria Onyśko Dorota Dydo Iwona Brzezińska                                      | 43.49 |                      |

Legenda
| Recorde mundial       | Recorde mundial (World record)               |                       | Recorde africano                      | Recorde africano (African) |                                           | Q | Classificado por posição (Qualified) |
| Recorde do campeonato | Recorde do campeonato (Championship record)  | Recorde da América    | Recorde da América (Americas)         | q                          | Classificado por melhor tempo (Qualified) |   |                                      |
| Melhor marca do ano   | Melhor marca do ano (World leading)          | Recorde asiático      | Recorde asiático (Asian)              | DNS                        | Não largou (Did not start)                |   |                                      |
| Recorde nacional      | Recorde nacional (National record)           | Recorde europeu       | Recorde europeu (European)            | DNF                        | Não terminou (Did not finish)             |   |                                      |
| Recorde pessoal       | Recorde pessoal do atleta (Personal best)    | Recorde da Oceania    | Recorde da Oceania (Oceania)          | DSQ / DQ                   | Desclassificado (Disqualified)            |   |                                      |
| Recorde da temporada  | Recorde da temporada do atleta (Season best) | Recorde sul-americano | Recorde sul-americano (South America) | NM                         | Sem marca (No mark)                       |   |                                      |